# Kyzylly
Kyzylly è un comune dell'Azerbaigian situato nel distretto di Şabran. 